# Nissan Nativ
Nissan Nativ (en hébreu : ניסן נתיב ; né Notowicz le 5 novembre 1922 et mort le 18 ou 20 avril 2008) est un metteur en scène, acteur et enseignant israélien.

## Biographie
Nissan Notowicz naît à Munich en 1922, bien que certaines biographies lui donnent comme lieu de naissance Amsterdam. Il a deux frères aînés, Benno Notowitz (1918-1962) et Nathan Notowicz (en) (1911–1968).
Sa famille déménage de Munich à Düsseldorf, puis à Amsterdam au début des années 1930. En 1937, Nissan émigre seul en Palestine, alors sous gouvernorat britannique. En septembre 1943, sa famille est déportée au camp de Westerbork, puis à Bergen-Belsen en février 1944. Son père et ses frères survivront à la persécution nazie.
Nativ rejoint la Brigade juive au cours de la Première Guerre mondiale. Il sera également commandant lors de la guerre israélo-arabe de 1948-1949. Après, Nissan Nativ est engagé à l'université hébraïque de Jérusalem.

## Filmographie
| Année | Titre     | Rôle             | Notes       |
| ----- | --------- | ---------------- | ----------- |
| 1979  | Jésus     | disciple de John | non-crédité |
| 1986  | K'fafot   |                  |             |
| 2008  | Eli & Ben | grand-père       |             |